# Wyatt Johnston
Wyatt Johnston (Toronto, Ontario, 14 de mayo de 2003) es un jugador profesional canadiense de hockey sobre hielo que se desempeña en la posición de centro en Dallas Stars, equipo de la National Hockey League (NHL).

## Carrera
Fue seleccionado en la primera ronda en la NHL Entry Draft de 2021. En 2022 hizo su debut profesional con el equipo Dallas Stars, donde lleva jugando dos temporadas.